# Marsipan

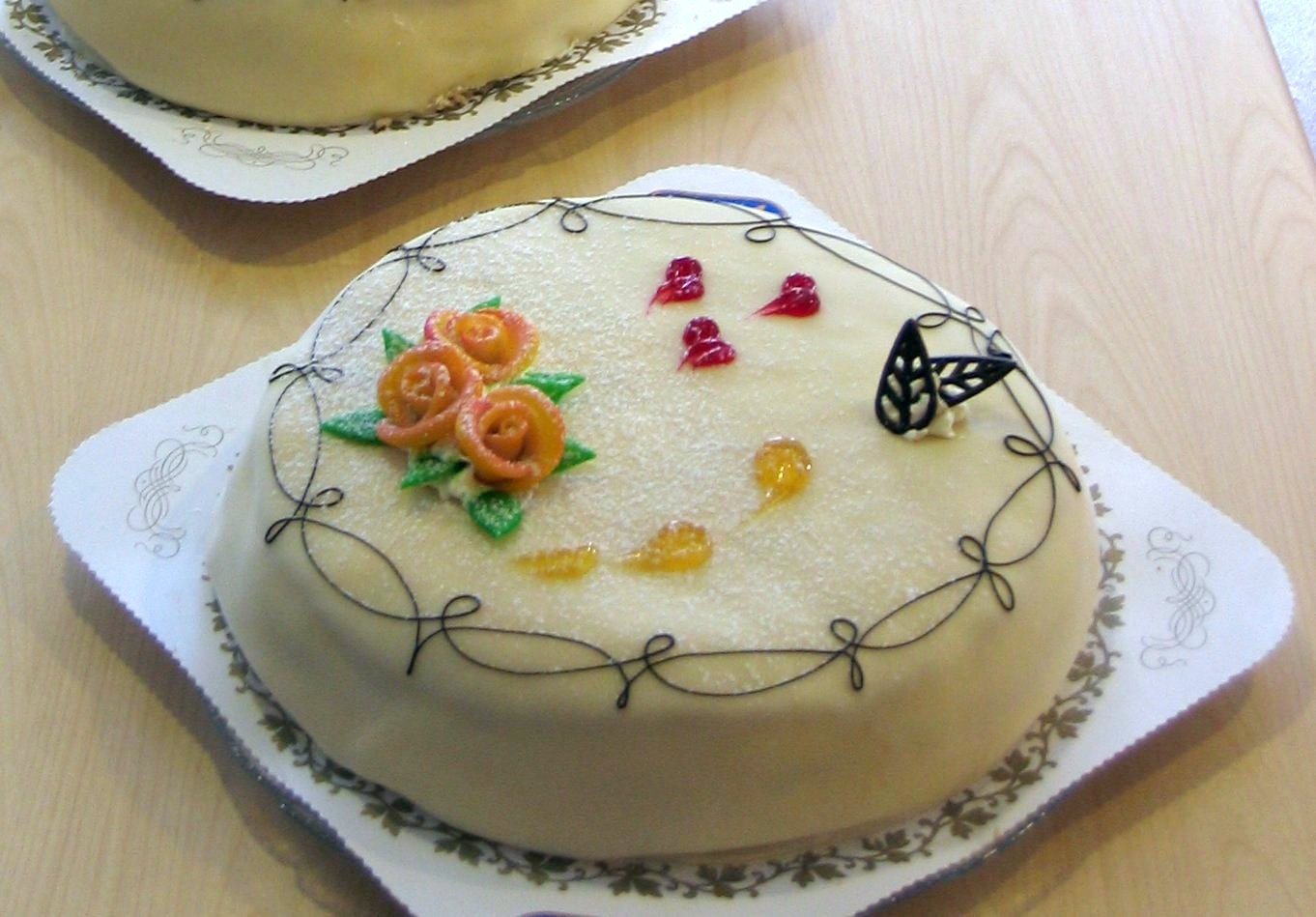
Tårta med täcke och rosor av marsipan.

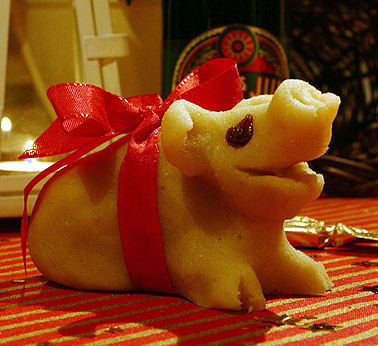
Gris i ofärgad marsipan.

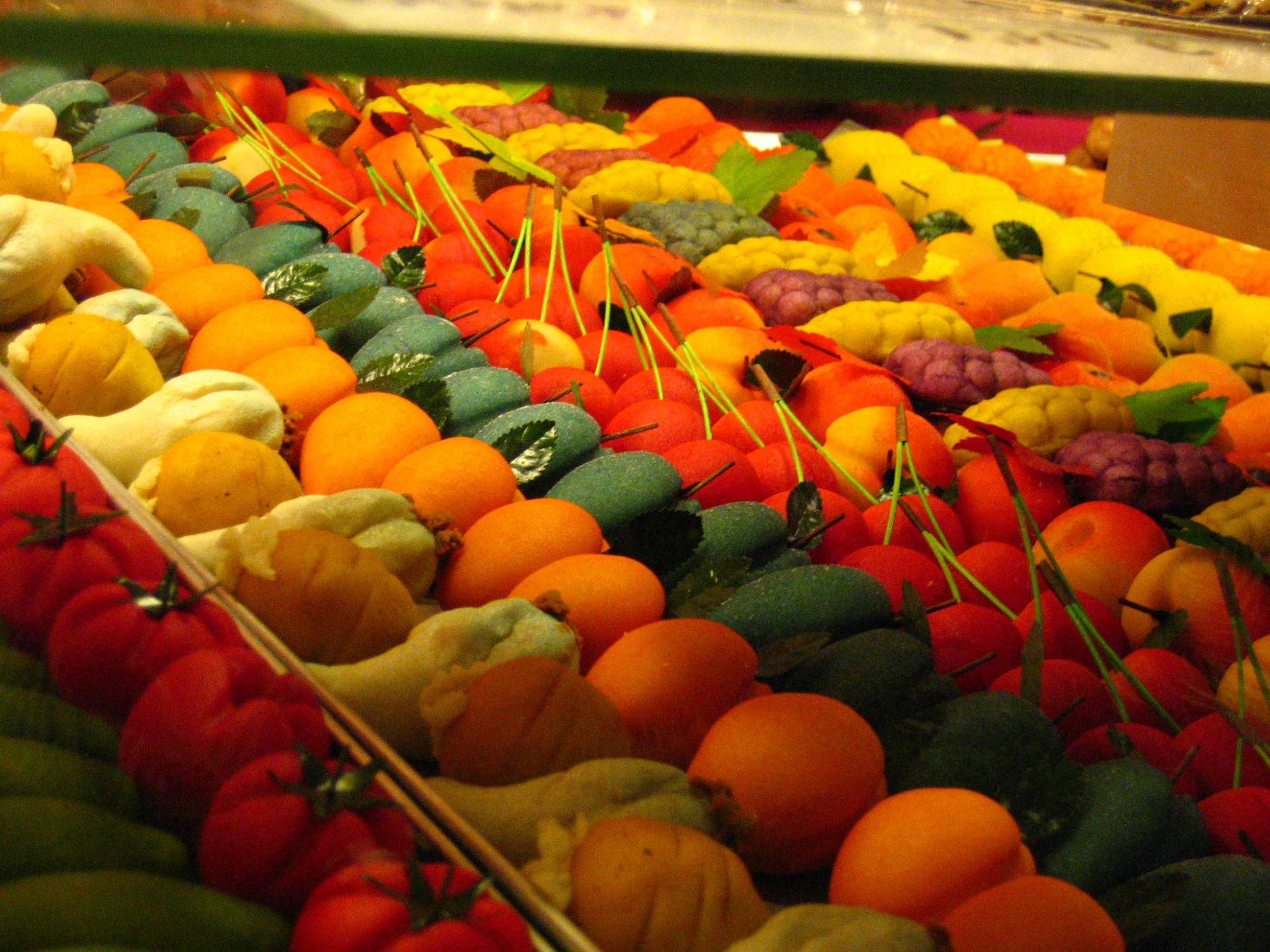
Frukter skulpterade av marsipan.

Marsipan (marzipan) är en söt formbar massa som används för att tillverka konfekt och bakverk. Den tillverkas av socker och mandel, till skillnad från mandelmassa, som även kan innehålla ägg eller malda aprikos- eller plommonkärnor. 

## Tillverkning
Marsipan är en blandning av socker (strösocker eller florsocker) och mandel (sötmandel, ofta med inslag av bittermandel eller bittermandelolja) som valsas samman. Det sammanbindande medlet är mandeloljan, utvunnen av sötmandel.
Marsipan innehåller olika stor andel mandel beroende på kvalitet. Ju högre andel mandel desto finare marsipan.

## Historik
Framställning av marsipan skedde redan under antik tid. Då var sötningsmedlet honung istället för socker.
Araberna blandade finmalen mandel med socker under 600-talet. Marsipan av modern typ är känd från 900-talet och då från Persien. Produkten nådde Europa under korstågstiden, och i Sverige beskrevs den från 1520-talet (tidigast i en hushållsbok av biskop Brask). Ordet finns i svenska språket sedan 1524 och kommer närmast från tyskans Marzipane och italienska marzapane, antagligen med arabiskt ursprung. Sötsaker såldes främst på apotek och marsipan ansågs verka mot förstoppning och impotens. Under 1500-talet ska den franska astrologen Nostradamus ha uttalat följande om marsipankakor: "De kan användas som medicin men är mycket goda att äta när som helst".
Känd marsipankonfekt av fin kvalitet började under 1800-talet spridas internationellt från tyska Lübeck och Königsberg. Även danska Odense är känt för sin marsipan.
I Ungern finns flera marsipanmuseer.

## Användning
- Pralin (chokladdoppad konfektbit, där fyllningen kan vara nougat, marsipan, frukt eller likör)[6]

- Marsipangrisar föreställer grisar och tillverkas främst till jul.
- Som påskgodis är det vanligt med gulfärgade kycklingar eller höns – alternativt påskharar[7] – av marsipan.
- Prinsesstårta (grönfärgad marsipan) och operatårta (rosafärgad marsipan)
- Krokan (bröllopstårta)[8]
- Dammsugare (bakverk) (grönfärgad marsipan)
- Gustav Adolfsbakelse

Marsipan kan färgas med karamellfärg och skulpteras i olika former. Begreppet konfekt syftar i regel på en finare sötsak av antingen fylld choklad eller marsipan.

## Förväxling
Marsipan ska skiljas från mandelmassa, som till skillnad från marsipan även har inblandning av bland annat äggvita. I mandelmassan kan även mandeln (åtminstone inom industriell produktion) delvis vara ersatt av aprikos- (stjärnmassa) eller plommonkärnor.